# Pedernales (affluent du Colorado)
Pour les articles homonymes, voir Pedernales.
La Pedernales (en anglais : Pedernales River) est un cours d'eau américain d'une longueur de 171 km qui s'écoule dans six comtés du Texas. La rivière se jette dans le lac Travis, dans le bassin versant du Colorado.